# Bob Johnson (cầu thủ bóng đá, sinh năm 1905)
Robert James Johnson (27 tháng 3 năm 1905 - 1987) là một cầu thủ bóng đá người Anh ghi 15 bàn trong 39 lần ra sân ở Football League ở vị trí tiền đạo trung tâm cho Southport và Darlington. Ông cũng từng thi đấu ở Ireland cho Derry City, từng đầu quân cho Barnsley, mà không ra sân trận nào, và thi đấu bóng đá non-league cho các câu lạc bộ bao gồm Ushaw Moor, Moor Ends Thorne, Firbeck Colliery, Spennymoor United, Thorne Colliery, Eden Colliery và Walker Celtic.